# Shuki Levy
 (juin 2020).
Si vous disposez d'ouvrages ou d'articles de référence ou si vous connaissez des sites web de qualité traitant du thème abordé ici, merci de compléter l'article en donnant les références utiles à sa vérifiabilité et en les liant à la section « Notes et références ».
Pour les articles homonymes, voir Levy.
Shuki Levy (en hébreu : שוקי לוי) est un compositeur, producteur, scénariste, réalisateur et monteur israélien né le 3 juin 1947 à Tel Aviv, alors en Palestine sous mandat britannique.

## Biographie

### Débuts dans la musique
Né d'un barbier russe et d'une mère juive née en Palestine gérée alors par les Ottomans, Shuki Levy se passionne très jeune pour la musique. Il débute sur les scènes de night-clubs israéliens, avec son groupe Telestar, et part à Londres tenter sa chance, sans succès. Il revient en Israël, où il fonde le groupe Chocolate, avec Gabi Shushan (he). Les deux artistes rejoignent par la suite la comédie musicale Hair. Shuki se rend alors compte qu'il n'est pas fait pour la scène.

### En Europe
En 1970, avec Aviva Paz, rencontrée sur la comédie musicale Hair, il crée le duo Shuki et Aviva (de) et sort les tubes Signorina concertina (1973), Je t'aime un peu trop (1975, Disque d'or - certifié Snep), Fête l'amour (1976), Viens que je t'embrasse (1976). Le duo connaît un certain succès en Allemagne et participe même à la sélection nationale allemande pour le Concours Eurovision 1975. Cependant, c'est en France que les deux artistes connaissent le plus de succès avec leurs musiques pop influencées par les traditions grecques et sud-américaines. Néanmoins, le duo se sépare en 1978.

### Aux États-Unis
Après cette séparation, Shuki Levy se rapproche des activités de son ami Haïm Saban, avec qui il avait monté une petite maison de disques parisienne, Saban Records. Il collabore à la réalisation ou à l'adaptation de génériques de série de télévision comme Goldorak, Les Quatre Fantastiques, Shérif, fais-moi peur, ou encore Wonder Woman, et compose des chansons comme Mightor.
Il partira ensuite vivre en Virginie avec sa nouvelle compagne et envoie ses chansons à Saban. Ce dernier le rejoindra ensuite en Amérique, où Levy imagine de nouvelles possibilités à Hollywood.
Lévy s'installe donc à Hollywood et commence à composer des musiques pour des émissions de télévision sud-américaines, jusqu'au jour où un producteur venu de France lui propose de composer le générique d’Ulysse 31. Cette occasion ouvrira donc la voie à Saban International, la nouvelle société basée à Hollywood destinée à devenir incontournable dans le domaine des émissions pour enfants : le disque « Ulysse revient » et ses dérivés se vendent à des millions d'exemplaires à travers le monde et Shuky Lévy enchaîne les contrats avec les majors de la production audiovisuelle. Il compose alors les génériques de plus de 200 autres séries ou émissions de télévision. Il remporte 15 disques d'or et vend 14 millions d'albums à travers le monde[réf. nécessaire].

## Filmographie

### Compositeur

#### Télévision

##### Séries télévisées
- 1975 : Time bokan
- 1983 : Lucky Luke
- 1984 : Les Entrechats (Heathcliff)
- 1983 : Bomber X
- 1981 : Ulysse 31
- 1981 : Goldorak
- 1982 : Les Mystérieuses Cités d'or (Taiyô no ko Esteban)[2]
- 1982-1983 : Frank, chasseur de fauves (mini-série)
- 1983 : Les Maîtres de l'univers (He-Man and the Masters of the Universe)
- 1983 : Les Minipouss (The Littles)
- 1983 : Inspecteur Gadget (Inspector Gadget)
- 1983 : Mister T
- 1984 : L'Agence tous risques
- 1984 : Photon T
- 1984 : Pole Position
- 1984 : Going Bananas
- 1984 : Punky Brewster
- 1985 : Kissyfur
- 1985 : It's Punky Brewster
- 1985 : Jayce et les Conquérants de la lumière (Jayce and the Wheeled Warriors)
- 1985 : Blondine au pays de l'arc-en-ciel (Rainbow Brite)
- 1985 : She-Ra, la princesse du pouvoir
- 1985 : MASK
- 1986 : Les Popples
- 1986 : The Real Ghost Busters
- 1986 : Zoobilee Zoo
- 1986 : Denis la Malice (Dennis the Menace)
- 1987 : Starcom: The U.S. Space Force
- 1987 : Lady Lovelylocks and the Pixietails
- 1987 : Diplodo
- 1987 : Dinosaucers
- 1987 : Maxie's World
- 1987 : B.C.B.G. (Beverly Hills Teens)
- 1987 : Alf (ALF: The Animated Series)
- 1988 : C.O.P.S. (C.O.P.S.)
- 1988 : AlfTales
- 1989 : Dragon Ball Z
- 1989 : Captain N (Captain N : The Game Master)
- 1989 : Super Mario Bros. (The Super Mario Bros. Super Show !)
- 1990 : Lucky Luke
- 1990 : La Guerre des tomates (Attack of the Killer Tomatoes)
- 1991 : Samouraï Pizza Cats
- 1992 : X-Men (X-Men)
- 1994 : Uchû no kishi tekkaman bureido
- 1994 : Creepy Crawlers
- 1994 : Sweet Valley High
- 1994 : Spider-Man
- 1995 : Space Strikers
- 1996 : La Patrouille des aigles (Eagle Riders)
- 1996 : Bureau of Alien Detectors
- 1997 : Les aventures d'Oliver Twist
- 1998 : Silver Surfer
- 1999 : Digimon

##### Téléfilms
- 1984 : Poochie
- 1985 : He-Man and She-Ra: A Christmas Special
- 1987 : Le Mystère de la baie (Bay Coven)
- 1987 : Meet Julie
- 1987 : Barbie et les Sensations (Barbie and the Sensations: Rockin' Back to Earth)
- 1987 : Barbie et les Rockers (Barbie and the Rockers: Out of This World)
- 1989 : Little Golden Book Land
- 1991 : A Christmas Adventure
- 1992 : Revenge on the Highway
- 1993 : Under Investigation
- 1994 : Honor Thy Father and Mother: The True Story of the Menendez Murders
- 1994 : Jeux défendus (Blindfold : Acts of Obsession)
- 1994 : Guns of Honor
- 1996 : Susie Q (en)
- 1999 : NASCAR Racers: The Movie

#### Cinéma
- 1981 : L'Aube des zombies (Dawn of the Mummy)
- 1983 : Les Dalton en cavale
- 1984 : Les Jeux de la mort (Fatal Games)
- 1984 : Le Secret des Sélénites (dessin animé de Jean Image)
- 1985 : Punky Brewster : More for Your Punky (vidéo)
- 1985 : Here Come the Littles (en)
- 1985 : The Secret of the Sword
- 1985 : Blondine au pays de l'arc-en-ciel (Rainbow Brite and the Star Stealer)
- 1986 : My Favorite Fairy Tales Volume 4 : The Wizard of Oz; The Magic Carpet; Alibaba and Forty Thieves (vidéo)
- 1986 : My Favorite Fairy Tales : Volume 2 (vidéo)
- 1986 : Heathcliff: The Movie
- 1988 : Perfect Victims
- 1989 : Trapper County War
- 1991 : Snow White (vidéo)
- 1991 : Heidi
- 1991 : Cinderella (vidéo animation)
- 1991 : Sugar & Spice: Alice in Wonderland
- 1991 : Le Magicien d'Oz
- 1992 : Prey of the Chameleon
- 1992 : Blind Vision
- 1992 : Round Trip to Heaven
- 1996 : Spider-Man, l'homme-araignée (saison 3 : Spider-Man : Sins of the Fathers) (vidéo)
- 2000 : Digimon : le film (vidéo)
- 2003 : Itty Bitty Heartbeats (vidéo)

### Producteur
- 1986 : My Favorite Fairy Tales Volume 4: The Wizard of Oz; The Magic Carpet; Alibaba and Forty Thieves (vidéo)
- 1986 : My Favorite Fairy Tales: Volume 2 (vidéo)
- 1986 : Rambo (série télévisée)
- 1992 : Round Trip to Heaven
- 1993 : Power Rangers : Mighty Morphin (série télévisée)
- 1994 : VR Troopers (série télévisée)
- 1995 : Someone to Die For
- 1995 : Masked Rider (série télévisée)
- 1995 : Mighty Morphin Power Rangers: The Movie
- 1995 : Lord Zedd's Monster Heads: The Greatest Villains of the Mighty Morphin Power Rangers (vidéo)
- 1996 : Susie Q (en) (TV)
- 1996 : Power Rangers : Zeo (série télévisée)
- 1996 : Beetleborgs (Big Bad Beetleborgs) (série télévisée)
- 1997 : Power Rangers Turbo, le film (film)
- 1997 : Power Rangers : Turbo (série télévisée)
- 1997 : Beetleborgs (Beetleborgs Metallix) (série télévisée)
- 1998 : Power Rangers dans l'espace (série télévisée)
- 1998 : Rusty, chien détective (Rusty: A Dog's Tale)
- 1999 : Power Rangers : L'Autre Galaxie (série télévisée)
- 2000 : Power Rangers : Sauvetage éclair (série télévisée)
- 2001 : Power Rangers : La Force du temps (série télévisée)

### Scénariste
- 1988 : Perfect Victims
- 1992 : Blind Vision
- 1992 : Round Trip to Heaven
- 1995 : Someone to Die For
- 1996 : Susie Q (en) (TV)
- 1997 : Power Rangers Turbo, le film
- 1997 : Pièges de diamants (Exception to the Rule)
- 1998 : Rusty, chien détective (Rusty : A Dog's Tale)

### Réalisateur
- 1988 : Perfect Victims
- 1992 : Blind Vision
- 1993 : Power Rangers : Mighty Morphin (série télévisée)
- 1994 : VR Troopers (série télévisée)
- 1995 : Masked Rider (série télévisée)
- 1996 : Beetleborgs (Big Bad Beetleborgs) (série télévisée)
- 1997 : Power Rangers Turbo, le film
- 1998 : Rusty, chien détective (Rusty : A Dog's Tale)
- 2003 : Itty Bitty Heartbeats (vidéo)
- 2009 : Les Aventures de Aussie et Ted (téléfilm)

### Monteur
- 1992 : Blind Vision